# Shane MacGowan
Shane MacGowan (Kent, 1957. december 25. – Dublin, 2023. november 30.) ír zenész, énekes-dalszerző, gitáros, a The Pogues egyik alapítója volt.

## Gyerekkora
Shane MacGowan az angliai Kentben született karácsonykor; szülei éppen rokonlátogatóban voltak, amikor anyjánál megindultak a fájások.  Anyja énekes és táncművész volt, valamint modellkedett Dublinban, apja pedig írással és irodalommal foglalkozott. A család a Tipperary megyei Puckhaunban élt egy nagy farmon MacGowan hatéves koráig, majd Londonba költözött. MacGowant 1971-ben ösztöndíjjal vették fel az egyik legjobb középiskolába, a Westminster Schoolba, egy év múlva azonban kirúgták kábítószer-birtoklás miatt. Ebben az időben barátkozott össze Berni France-szal, akivel később együtt zenélt.

## Pályafutása

#### The Nips
1976-ban egy Sex Pistols-koncert hatására a punk irányzat felé fordult. Ugyanabban az évben életében először került az újságokba, mert egy The Clash-koncerten egy lány megvágta a fejét egy törött üveggel. Valaki lefotózta vérben úszó arcát, és a kép nyomtatásba került. A cikk azt állította, hogy leharapták a fülét.
MacGoven, aki abban az időben Shane O'Hooligannak nevezte magát, egy lemezboltban dolgozott. Bondage (Rabszolgaság) címmel amatőr újságot készített, és barátjával, Shanne Bradleyvel megalapította első zenekarát, a Nipple Erectorst. Első kislemezük, a King Of The Bop 1976-ban jelent meg Stan Brennan, MacGoven főnökének kiadásában. Az együttes ezután The Nipsre változtatta a nevét, és három újabb kislemezt adott ki. Az együttesbe belépett James Fearnley gitáros, aki később a The Poguesban játszott, valamint a Culture Club leendő dobosa, Jon Moss. Előzenekarként felléptek a The Clash és a The Jam előtt. Happy Songs című kislemezüket Paul Weller, a The Jam gitárosa adta ki. A The Nips 1980-ban oszlott fel. Utolsó kiadványuk az Only The End Of The Beginning című élő lemez volt, amelyet 1980 márciusában rögzítettek Wolverhamptonban.

#### The Millwall Chainsaws
Shane MacGowan – egy időben a The Nipsszel – egy másik punkbandában, a The Millwall Chainsawsban is gitározott. A banda egyik alapítója Spider Stacy volt, aki később MacGowannel együtt létrehozta a Pogue Mahone-t, amelyből azután a The Pogues kialakult. A The Millwall Chainsaws egyszer előzenekarként játszott a The North London Invaders, a későbbi Madness előtt. A The Millwall Chainsaws zenéjét a The Dubliners inspirálta. Az együttes nevét később The New Republicansra változtatták, és Shane MacGowan lett az énekes.

#### Pogue Mahone, The Pogues

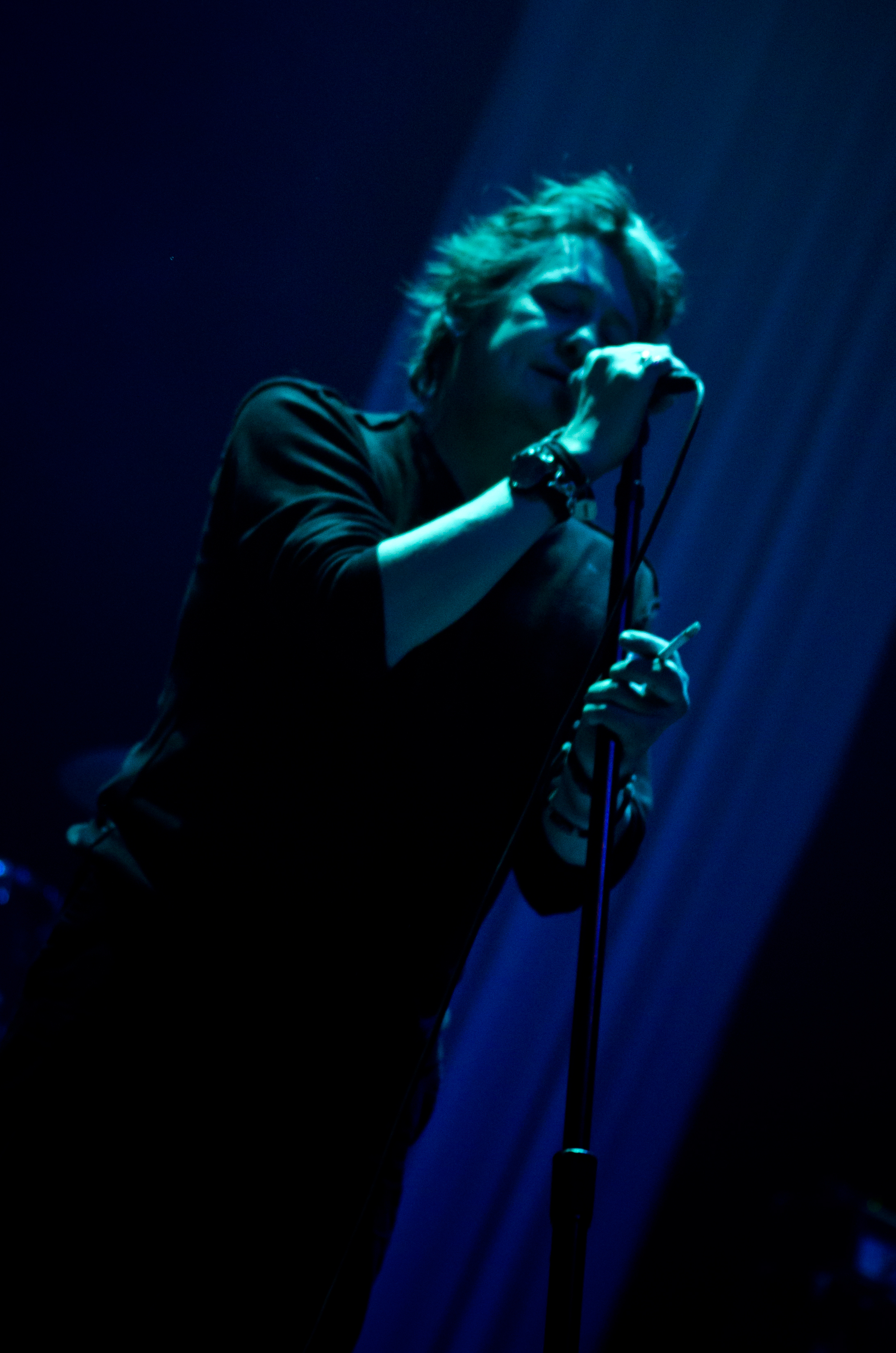
MacGowan a 2012-es moszkvai koncerten

1980-ban Spider Stacy, Shane MacGowan, a bendzsón játszó Jem Finer, a harmonikás James Fearnley és a dobos John Hasler új együttest alapított. A banda neve – Stacy javaslatára – Pogue Mahone lett, amely gaelül azt jelenti, hogy Csókold meg a seggemet! Az új együttesben Stacy és MacGowan kezdetben felváltva énekelt, de később MacGowan lett a fő énekes.
Első koncertjüket Wakefildben adták 1982. október 4-én. Másnap MacGowan beszervezte az együttesbe Cait O’Riordant, akit néhány évvel korábban ismert meg, amikor egy The Nips-lemezt vásárolt abban a boltban, a Rock Offban, ahol dolgozott.
A Pogue Mahone később – a Stiff Records kiadó kérésére – felvette a The Pogues nevet, és az egyik legismertebb, az ír tradicionális muzsikát rock- és punkelemekkel keverő együttessé vált.
Az 1980-as évek második felére a The Pouges túljutott a csúcson, elszámolási gondok támadtak a tagok között, és Shane MacGowan önpusztító életmódja állandó problémaforrássá vált. MacGowan állandóan ivott, részegen állt színpadra, elfelejtette a dalszövegeket, lekésett repülőket,  kiszámíthatatlan dührohamokat kapott. 1991 novemberében, a japán turnén társai kirúgták MacGowant. Az együttes – nem számítva a válogatásalbumokat – öt lemezt készített Shane MacGowennel.
A The Pogues először a The Clash volt énekesével, Joe Strummerrel helyettesítette őt, majd Spider Stacy vette át a helyét. Az együttes két lemezt készített velük, majd 1996-ban felbomlott. A banda búcsúkoncertjén Shane MacGowan is fellépett. 2001-ben a The Pogues ismét – MacGowannel and Stacyvel együtt – összeállt. Az újraalakult együttes azóta új lemezt nem jelentetett meg, de sok koncertet ad. 2012. augusztus 11-én a Sziget Fesztiválon is felléptek.

#### Szólókarrierje
MacGowan 1992-ben Nick Cave-vel lemezre énekelte Louis Armstrong klasszikusát, a What A Wonderful Worldöt. 1993-ban együtt dolgozott a breton énekessel, Alan Stivell-lel és a francia Soldat Louis-val. Megalakította – Mo O'Hagan gitárossal és  Berni France basszusgitárossal – a The London Contemporary Five-ot.
1994-ben Van Morrisonnal együtt énekelte a Gloria című dalt a brit könnyűzenei díjak átadóján, illetve Christy Moore-ral duettben adta elő a Spancil Hillt az ír televízióban. Közreműködött a The Jesus & Mary Chain Stoned and Dethroned című albumán, illetve két duettet vett fel Sinéad O’Connorral és Marie Brennannel.
Felénekelt két régi The Pogues-dalt is: a Hauntedot a Two if by Sea, a You're The One-t a Circle Of Friends című filmben használták fel. Ez utóbbinak a Pink Floyd korábbi tagja, Michael Kamen, volt a zeneszerzője. Mindkettő megjelent kislemezen. 1996-ban Frank Sinatra klasszikusát, a My Wayt énekelte a Nike egyik reklámjában.
1996 novemberében kiadta a Chritsmas Party E.P. '96 című kislemezt. Egy év múlva rögzítette az An Irish Airman Forsees His Death című dalt az ír költő, William Butler Yeats tiszteletére kiadott Now And In Time to Be albumra. 1997-ben újabb kislemeze, a Lonesome Highway jelent meg.

#### Shane MacGowan and The Popes
1994-ben jelentette meg saját együttese, Shane MacGowan and The Popes első albumát, a The Snake-et. Az album első kislemeze a The Church Of The Holy Spook volt, amelyet csak tízezer példányban adtak ki. A borítón a keresztre feszített MacGowan képe került, ami komoly vihart kavart. A második kislemez a That Woman's Got Me Drinking volt, amelyen az amerikai színész, Johnny Depp gitározott, és a szám videóklipjében is feltűnt. A vendégzenészek között volt Jem Finer, Spider Stacey, Brian Robertson, a Thin Lizzy korábbi gitárosa, valamint John Sheahan és Barney McKenna a The Dublinersből. 1997-ben jelent meg az együttes második nagylemeze, a The Crock of Gold. 2003-ban az együttes fellépett a Sziget Fesztiválon.

## Alkohol- és drogproblémák
Shane MacGowan számos alkalommal keveredett bajba alkoholfogyasztás miatt. Az énekes korábban gyakran lépett fel részegen, általában a színpadon is ivott. Előfordult az is, hogy hosszabb időre eltűnt, amikor részeg volt. A Sziget Fesztiválon egyszer egy dalon keresztül hányt a színpad mögött, míg társai játszottak tovább.
Amikor a The Pouges fellépett a 2009-es New Orleans-i Voodoo fesztiválon, Shane MacGowant nem találták egy teljes napon át. Az együttes tagjai attól tartottak, hogy a rossz közbiztonságú városban valami baj érte az énekest, de végül egy seattle-i rajongó rábukkant a Sheraton Hotel társalgójában.
2001-ben barátja, Sinead O’Connor feljelentette őt kábítószer-birtoklásért, amit azzal indokolt, hogy így akarta leszoktatni MacGowant a heroin használatáról.

## Érdekességek
- Shane MacGowan, zenészekre általában nem jellemző módon, rendkívül hiányos és ápolatlan fogazatú volt szinte egész karrierje alatt. Erre utalva ezekkel az önironikus sorokkal kezdődik weboldala: "Üdvözöllek a Paddy Rolling Stone-on, annak a férfinak, Shane MacGowannek a hivatalos weboldalán, akinek sok a mondanivalója, de kevés a foga".[13]
- Amikor Írország labdarúgó-válogatottja kijutott a 2012-es Európa-bajnokságra, amelyet Lengyelország és Ukrajna közösen rendezett, ír zenészek elhatározták, hogy feldolgozzák a The Dubliners klasszikusát, a The Rocky Road to Dublint. Az új szám, a The Rocky Road to Poland címet kapta, és Shane MacGowan is közreműködött a felvételen. A bevételt az ír hajléktalanokat segítő alapítvány kapta. A dalt itt lehet meghallgatni.[13]
- Paddy Public Enemy No 1 címmel Shane MacGowan megénekelte Dominic McGlinchey ír radikális köztársaságpárti fegyveres életét és halálát. A szám a Shane MacGowan and The Popes The Crock of Gold című lemezén jelent meg.[14] A szám szövege itt olvasható el, a dal pedig itt hallgatható meg.
- 2010-ben barátaival – köztük Johnny Depp-pel – felvette újra  Jay Hawkins I Put A Spell On You című 1956-os híres számát. A bevételt a 2010-es haiti földrengés áldozatainak ajánlották fel. A klip itt nézhető meg.[11]
- MacGowan szerzeményei közül az egyik legsikeresebb a Fairytale of New York, amely angol nyelvterületen az egyik legkedveltebb karácsonyi dal, annak ellenére, hogy Kirsty MacColl a többi között azt énekli MacGowannek, hogy "you scumbag, you maggot, you cheap lousy faggot". Ezt szabad fordításban annyit tesz, hogy "te gennyzsák, te féreg, te ócska, aljas köcsög". A sértésekre hasonló hangnemben válaszol Shane MacGoven is. A BBC 1-es csatornája 2007-ben kitörölte a számból a trágárságokat. A BBC 2-es csatornája viszont változtatás nélkül adta le a számot, amely itt hallgatható meg.[15]

## Film
2020 novemberében jelent meg a Crock of Gold: A Few Rounds with Shane MacGowan című dokumentumfilm, amely a zenész életét dolgozza fel. A Julien Temple által rendezett filmben közreműködik Johnny Depp és Gerry Adams, a Sinn Féin volt elnöke is.

## Külső hivatkozás
- Shane MacGowan hivatalos weboldala